# フーゴー・エッケナー

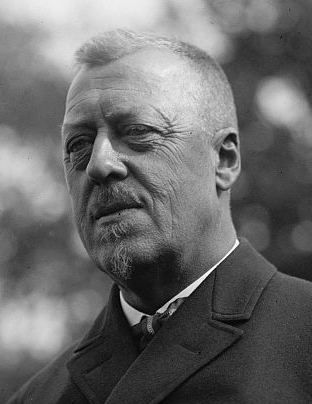
フーゴー・エッケナー 1924年

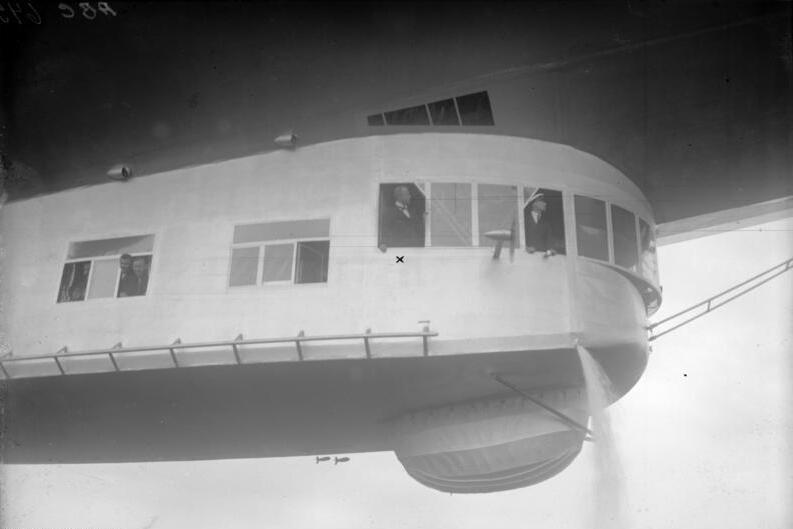
1924年にテスト中のLZ 126（USS Los Angeles）（x印の窓内がエッケナー）

フーゴー・エッケナー（Hugo Eckener 、1868年8月10日 – 1954年8月14日）は、ドイツの航空機技術者、実業家。
戦間期のツェッペリン飛行船会社のマネージャーであり、グラーフ・ツェッペリン号の歴史的な飛行の多くの指揮をとった。その中には飛行船による世界一周飛行が含まれ、歴史上、最も成功した飛行船の指揮者となった。また多くの飛行船の製造の責任者でもあった。ナチスに反対する立場をとり、ナチスのブラックリストに載り、後にツェッペリン飛行船会社での実権を失った。

## 経歴
フレンスブルクに生まれた。父親は葉巻会社の経営者で、弟に画家となった、アレクサンダー・エッケナーがいる。
若い時代にバルト海でセイリングを行い、気象の知識を得たことは後の飛行船の指揮に役立つこととなった。ライプツィヒ大学で心理学を学んだあと、新聞「フランクフルター・ツァイトゥング」紙の通信員となった。ツェッペリンの飛行船、LZ1とLZ2の初飛行の記事を担当することになったエッケナーは、はじめ、飛行船の優位性に対して批判的であったが、フェルディナント・フォン・ツェッペリンの情熱に打たれて非常勤の宣伝担当になった。後に飛行船に興味を持つようになり、常勤の社員となった。
飛行についての才能を示し、飛行船の船長となった。1911年5月16日のドイッチェラントIIと命名されたLZ8の初飛行では強風のなかで離陸しようとして、船体を格納庫の壁に衝突させ大きな損傷を与えてしまったが、飛行船乗りとして成功した。
第一次世界大戦中、および戦後も飛行船乗りの訓練の責任者を務めた。エッケナーはその訓練教官としての重要性から、自身の希望にもかかわらず、実際の飛行任務につくことは許されなかった。
ツェッペリン伯爵が1917年3月8日に没すると、飛行船の製造を止めてより利益の上がる製品の製造に転じようとするビジネス・マネージャーのアルフレート・コールスマン（Alfred Colesman）と争い、ビュルテムベルクのボーデン湖の工場での飛行船の製造を継続することに成功した。その直後にコールスマンは退社した。
ヴェルサイユ条約で、エッケナーが目標とする大西洋横断ができる大きさの飛行船の建造は禁止されていたが、アメリカ合衆国やドイツ政府に働きかけ、戦争賠償としてアメリカ海軍に引き渡されるUSS ロサンゼルスの建造を許可させた。1924年には自らアメリカのニュージャージー州レイクハーストまでの飛行の船長を務め、USS ロサンゼルスはアメリカ海軍によって最も長く運用された飛行船となった。
エッケナーは、ワイマール政府から資金供給を得られなかったため、全国をまわる資金調達講演を行い、グラーフ・ツェッペリン号の建造の資金を集めた。最初のアメリカ合衆国への飛行は激しい嵐に遭遇したが、エッケナーの巧みな操縦と、嵐の中で修理を行った勇気ある乗組員たちによって飛行船は救われた。
エッケナーはグラーフ・ツェッペリン号の北極への飛行や世界一周飛行の船長を務めた。ツェッペリン飛行船の人気はエッケナーの人気をも高め、1930年代の初めには、ワイマール共和国で最も有名で尊敬される人物の1人になった。大統領選挙への立候補も考慮したが、ヒンデンブルクが再度大統領に立候補したことから立候補を辞退した。
エッケナーはナチスに対する嫌悪感を隠そうとせず、政権をしばしば批判した。ナチスの集会にフランクフルトの格納庫を貸すことを拒否した。その後、ナチスによって好ましからざる人物に指定され、出版物に彼の名前が出るのは許されなくなった。エッケナーが運行の指揮を取っていた間はツェッペリン飛行船会社は安全を第一に運営され、総計で100万マイルの飛行の間、事故による死傷者をひとりも出すことはなかった。この記録は1937年のヒンデンブルク号の事故によって終わることになった。
1930年代にナチス政府はツェッペリン飛行船会社を国営化した。ナチスはエッケナーの権限を奪い、ナチスの意向に寛容な人々を登用した。ナチスを喜ばすために新しく編成された飛行船の搭乗員は、エッケナーの定めた安全上の手順にしばしば従わなくなった。ヒンデンブルク号の初飛行では、船長のエルンスト・レーマンはナチスの宣伝飛行のために強風の中に出発させ、飛行船はひどい損傷を受け、エッケナーとレーマンは口論を行なった。
1937年5月6日のヒンデンブルク号の悲劇の報をエッケナーはグラーツで聞いた。エッケナーは事故の原因は尖った部品が気嚢を破り、もれた水素に静電気による火花が引火したのだと考えた。
ヒンデンブルク号の事故の後、ほぼ完成していたグラーフ・ツェッペリンII世号は、ヘリウムを浮力源とするように設計変更された。政治的な理由で、アメリカ合衆国からヘリウムは入手できなかったので、グラーフ・ツェッペリンII世号は商業飛行に用いられることはなく、アルベルト・ザムト（de:Albert Sammt）によってイギリス上空へのスパイ飛行に用いられた。
エッケナーはツェッペリン飛行船会社に対する影響力を失い、ナチスに非協力的であったが、第二次世界大戦を生き抜いた。戦後はグッドイヤー・ツェッペリン飛行船会社の大型硬式飛行船の建造の計画にかかわったが、これは完成しなかった。1925年コテニウス・メダル、1931年FAI・ゴールド・エア・メダルを受賞。

## 参考資料
- Botting, Douglas. Dr. Eckener's Dream Machine (2001) Harper Collins ISBN 0-00-257191-9
- Brandes, Markus. Autographs of Count Zeppelin and Hugo Eckener 2004-08-09
- Eckener, Dr. Hugo. My Zeppelins (1958) Putnam Publishing Company
- Robinson, Douglas H. Giants in the Sky: A History of the Rigid Airship (1973) University of Washington Press ISBN 0854291458
- Sammt, Albert. 1988. Mein Leben für den Zeppelin, Verlag Pestalozzi Kinderdorf Wahlwies 1988, ISBN 3-921583-02-0 - pages 167-168 extract covering LZ 130's spying trip from 2 to 4 August 1939, (German) (pdf)
- Schwensen, Broder, Dr. Städtischer Archivdirektor. Leben und Tat des Flensburger Luftschiffers 1868 - 1954 (German)
- Vaeth, J. Gordon. Graf Zeppelin - The Adventures of an Aerial Globetrotter (1959) Muller, London
- Whitehouse, Arthur George Joseph. The Zeppelin Fighters (1966) Robert Hale Limited ISBN 0-7091-0544-4